# Floetry
LeFloetry erano  un duo musicale britannico, formatosi nel 1997 e scioltosi nel 2007.

## Storia del gruppo
Il duo si è formato a Londra per iniziativa di Marsha Ambrosius ("The Songstress") e Natalie Stewart ("The Floacist"). 
Nell'ottobre 2002, dopo aver firmato per la DreamWorks Records, viene pubblicato il primo disco dal titolo Floetic. 
L'album ottiene un grande successo negli Stati Uniti: raggiunge la posizione numero 19 della Billboard 200.
Nel novembre 2003 viene messo in commercio un doppio album live. Il terzo e ultimo album Flo'Ology (Geffen Records) viene distribuito nel novembre 2005. Questo lavoro debutta alla posizione numero 7 della Billboard 200 e include il singolo Supastar realizzato con Common.
Nel 2007 Marsha Ambrosius lascia il gruppo, che così si scioglie. Natalie incide un album solista, pubblicato nel 2010. L'anno successivo anche Marsha realizza un disco, intitolato Late Nights & Early Mornings.

## Formazione
- Marsha Ambrosius (Liverpool, 8 agosto 1977)
- Natalie Stewart (Londra, 13 febbraio 1979)

## Discografia
Album studio
- 2002 - Floetic
- 2005 - Flo'Ology

Live
- 2003 - Floacism